# Федерація роботодавців медійної галузі
Федерація роботодавців медійної галузі України — всеукраїнська організація роботодавців, яка об‘єднує та представляє інтереси власників кіно- та телерадіокомпаній, видавничих, рекламних, звукозаписувальних компаній, інформаційних агентств та компаній, що забезпечують діяльність інформаційних сайтів. 
Федерація роботодавців медійної галузі входить до складу Федерації роботодавців України, що об'єднує 8,5 тис. підприємств.

## Мета і напрями роботи
Мета діяльності — консолідація зусиль роботодавців медійної галузі. Напрями роботи:
- створення умов для розвитку ринку ЗМІ в Україні.
- соціально-економічні питання діяльності медійних компаній.
- поліпшення фінансового становища компаній галузі.
- досягнення балансу розвитку телеканалів, радіостанцій, видавництв, інтернет-ЗМІ, рекламних агентств тощо.
- сприяння тому, щоб медійна галузь стала одним з рушіїв української економіки.

## Склад
- Ганна Безлюдна — голова ФРМГУ, заслужений журналіст України.

### Президія[4]
- Єгор Бенкендорф — президент Національної телекомпанії України (2010—2013),
- Борис Ложкін — президент Українського медіа холдингу,
- Сергій Старицький — генеральний директор комунікаційного холдингу «Atlantic Group»
- Сергій Томіленко — засновник інтернет-проекту «Прочерк», перший секретар Національної спілки журналістів України.[5]
- Сергій Затула — генеральний директор федерації, генеральний директор телеканалу «К1», що заснований у 2005 і входить до медіагрупи «U.A. Inter Media Group Limited», яка, крім «К1», володіє 61 % акцій телеканалу «Інтер», 60 % телеканалу «НТН», 90 % — телеканалів «Ентер Фільм» та «ZOOM», телеканалами «К2», «Мега» та іншими ЗМІ.[5]

## Історія
- 12 жовтня 2012 — проведено установчий з'їзд за участю делегатів 17 регіональних представників.[6][7] Обрано головою Ганну Безлюдну.